# Plavi voz

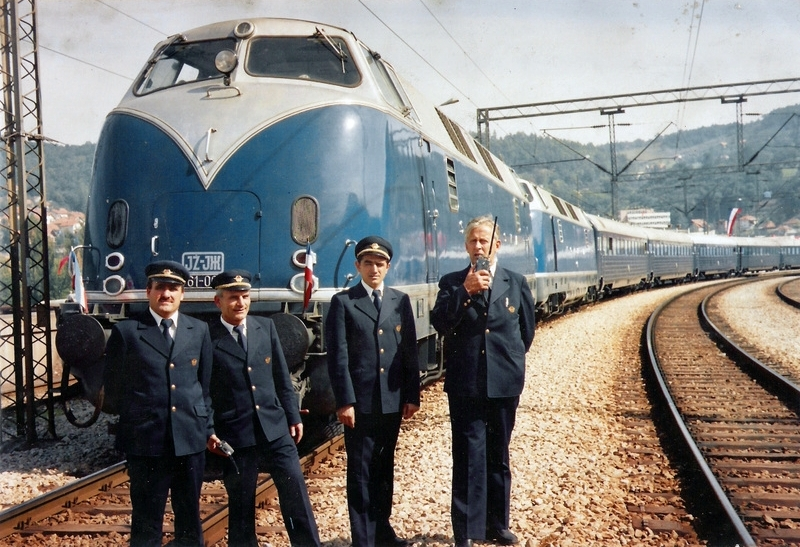
Plavi voz (1976)

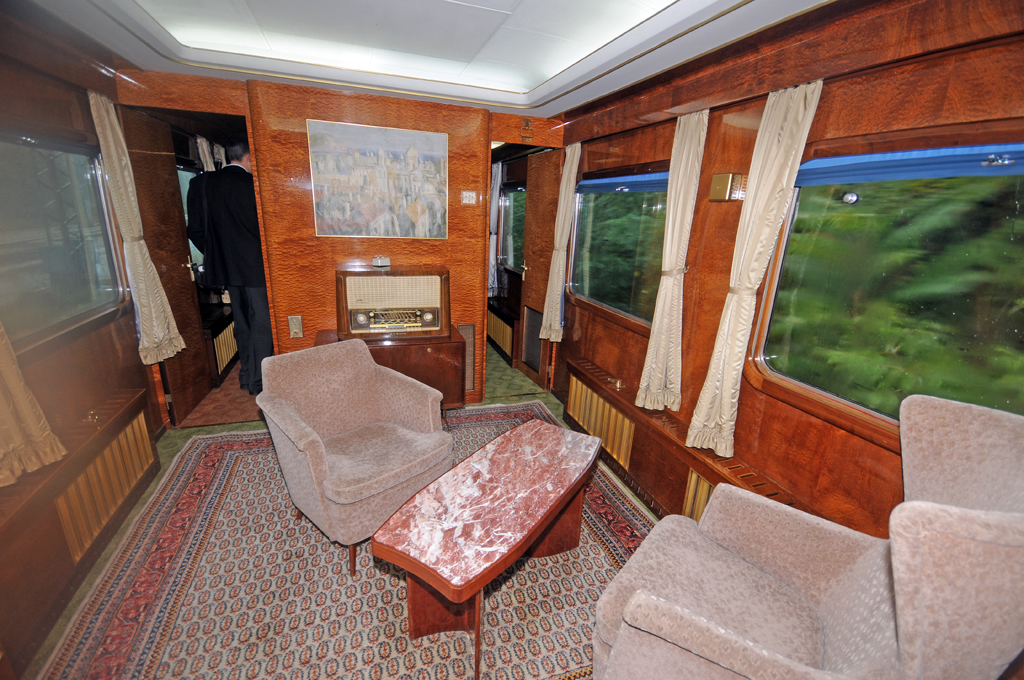
Salonwagen

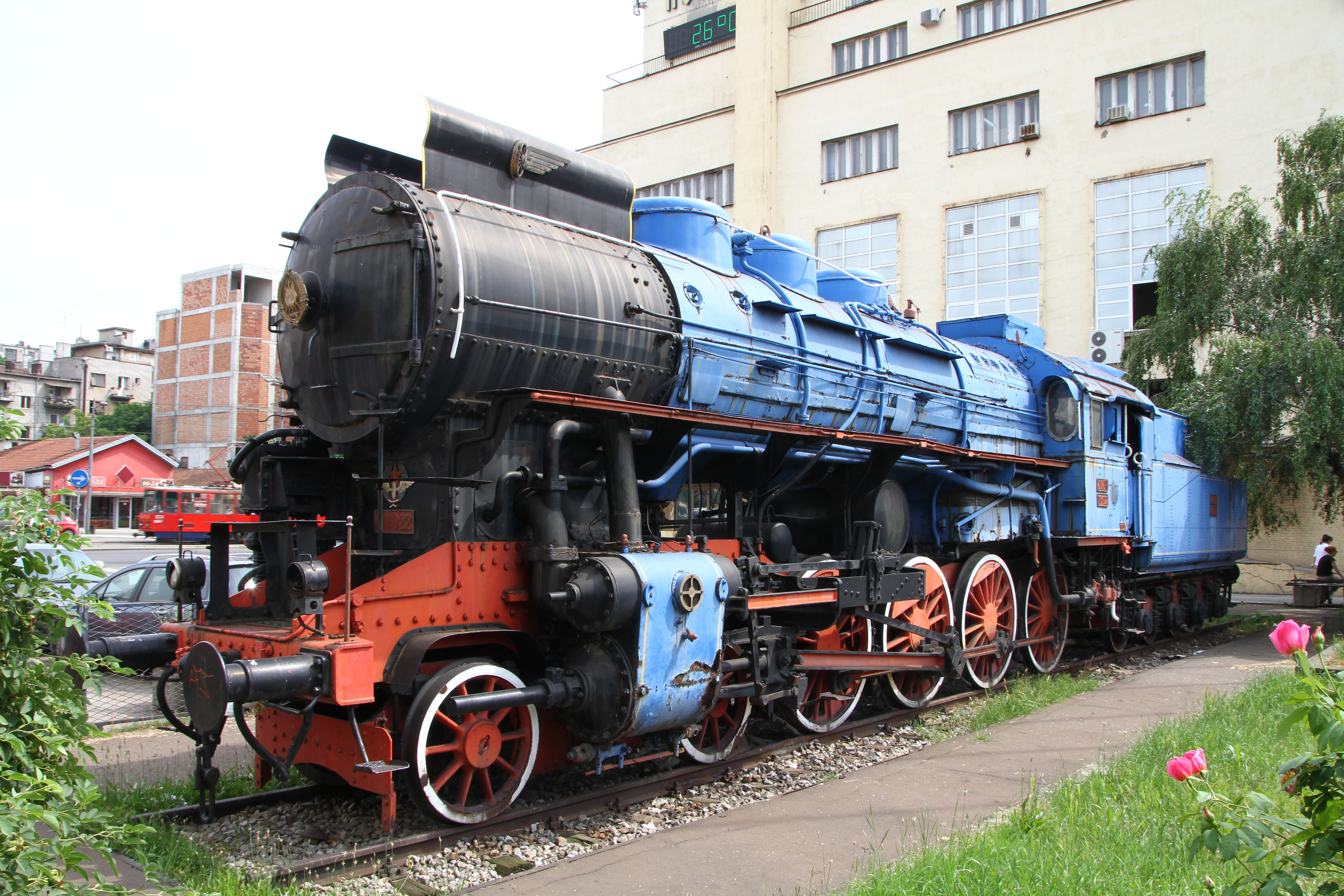
11-022 als Denkmal vor dem Belgrader Hauptbahnhof

Plavi voz (serbokroatisch für blauer Zug; in Kroatien auch plavi vlak, slowenisch modri vlak) ist der populäre Name des ehemaligen Staatszuges des jugoslawischen Staatspräsidenten Josip Broz Tito. 

## Wagen
Offiziell wurde ein Staatszug von Tito 1946 erstmals genutzt. Spezielle für Tito angefertigte, blau lackierte Salonwagen sowie in Blau lackierte Lokomotiven kamen ab 1956 als Fahrzeuge zum Einsatz. Die Waggonbaufabriken »GOŠA« in Smederevska Palanka und »Boris Kidrič« in Maribor waren mit dem Bau der Wagen beauftragt. Für die Innenausstattung wurden Edelhölzer (Mahagoni, Walnuss und Kirsche) benutzt. Die Komposition hatte neben dem Salonwagen Titos mit seinem Kabinettsraum noch einen Speisewagen, sowie einen überdeckten Transportwagen. Der Betriebsbahnhof des Plavi voz war und ist der Bahnhof Topčider im Prominentenquartier Dedinje, unweit der Belgrader Residenz von Tito. 

## Lokomotiven und Triebwagen
Zu den Garnituren des Plavi voz gehörten auch Lokomotiven, darunter drei Schnellzug-Dampflokomotiven der Baureihe JDŽ 11, drei Diesellokomotiven (Sutjeska, Kozara und Dinara) des Typs Krauss-Maffei ML 2200 C’C’ sowie seit 1978 vier amerikanische Diesellokomotiven der Serie 666 von General Motors – JT 22CW-2 (Dinara 666–001, Kozara 666–002, Sutjeska 666–003 und Neretva 666–004). Davon war die Dinara 666–001 als letzte betriebsfähige dieser Lokomotiven noch 2023 im Einsatz.
Neben dem Plavi voz waren noch verschiedene Triebwagen als Staatszüge im Einsatz, darunter die Triebwagenkomposition JŽ MOT 410.

## Einsätze
Tito nutzte den Plavi voz regelmäßig für Staatsanlässe im In- und Ausland. Etwa 60 Staatsgäste Titos wurden im Plavi voz empfangen, darunter Nicolae Ceaușescu, Muammar al-Gaddafi und Königin Elisabeth II. Tito fuhr im Plavi voz auch zu Auslandsbesuchen, so nach Österreich, Frankreich, Polen, Ungarn, Russland, Rumänien, Bulgarien und Griechenland. Daneben war es Titos bevorzugtes Reisemittel, um in seine Residenzen zu fahren (u. a. Staatsgestüt Karadjordjevo). 
Der Plavi voz wurde bis 1989 als ein Element der öffentlichen Feier von Staatsanlässen eingesetzt. Medial besonders stark wurden dabei die Eröffnungsfahrt der Bahnstrecke Belgrad–Bar am 28./29. Mai 1976 durch Tito mit seiner Ehefrau Jovanka, sowie die Überführung des Leichnams Titos von Ljubljana über Zagreb nach Belgrad am 5. Mai 1980, rezipiert. Seine letzte offizielle Staatsfahrt wurde unter Slobodan Milošević während der Feier des sechshundertjährigen Gedenkens der Schlacht auf dem Amselfeld am 28. Juni 1989 durchgeführt, indem sich Milošević mit dem Plavi voz zum Gazimestan bringen ließ, wo er seine Amselfeld-Rede hielt. Danach wurde der Plavi voz als Symbol einer Staats- und Macht-Insigne nicht mehr zu offiziellen Staatsanlässen der Öffentlichkeit eingesetzt. 
Seit 2007 wurden Teilkompositionen des Plavi voz zu touristischen Fahrten genutzt. Seit Ende 2009 verkehrt auf der Bahnstrecke Belgrad–Bar täglich je eine Komposition mit einem Salonwaggon des Plavi voz.